# Моделизм

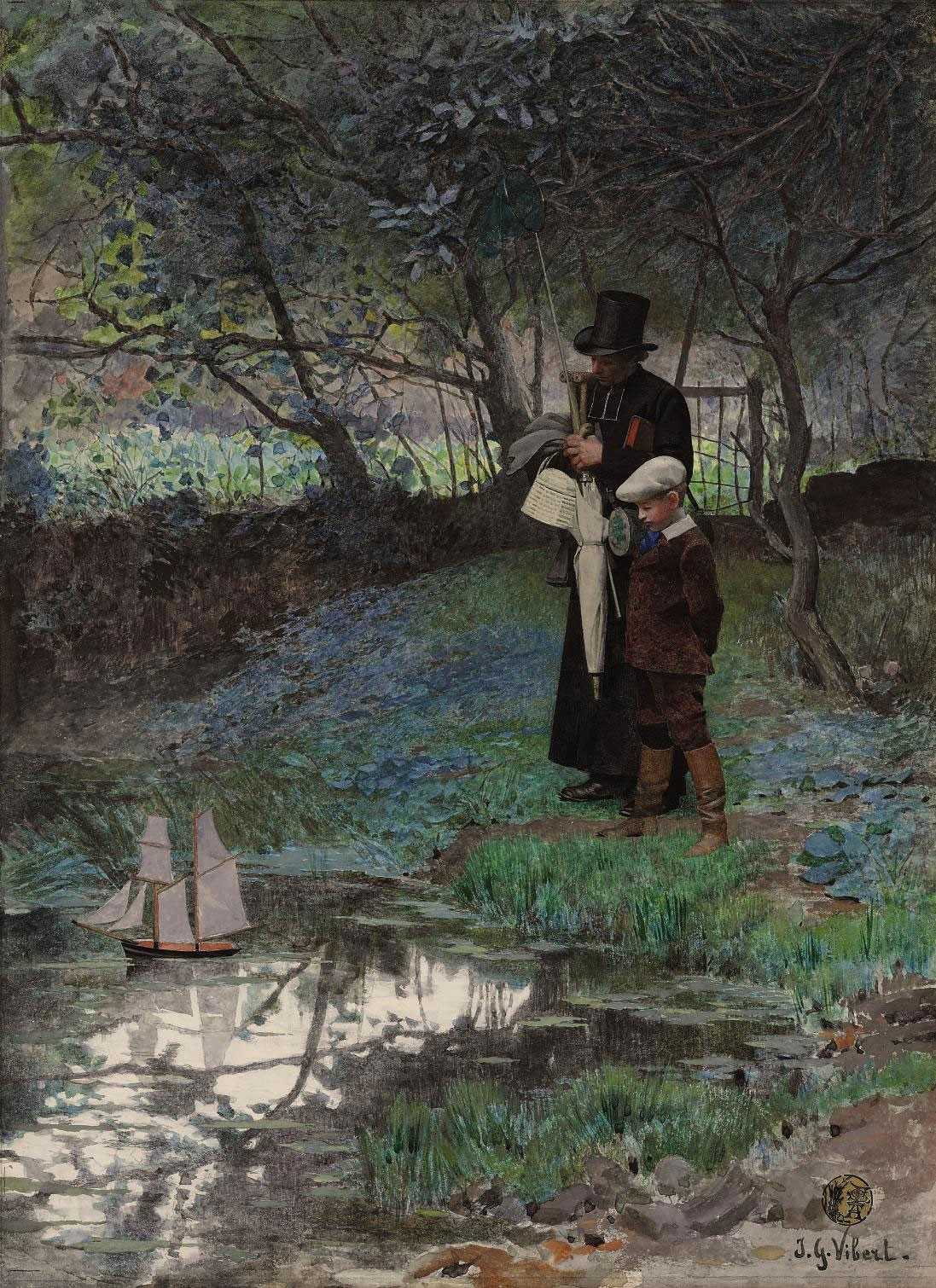
Жан Жорж Вибер. «Мёртвый штиль» (1887)

Модели́зм — вид технического творчества (хобби), изготовление уменьшенных моделей и макетов различной техники и архитектурных сооружений, копия создаётся в определённом масштабе.
Моделизм делится на два основных направления:
- постройка действующих моделей;
- стендовый моделизм, то есть создание статичных макетов, максимально точно воспроизводящих внешний вид прототипа.

Некоторые виды моделизма являются официальными видами спорта.

## Стендовые модели

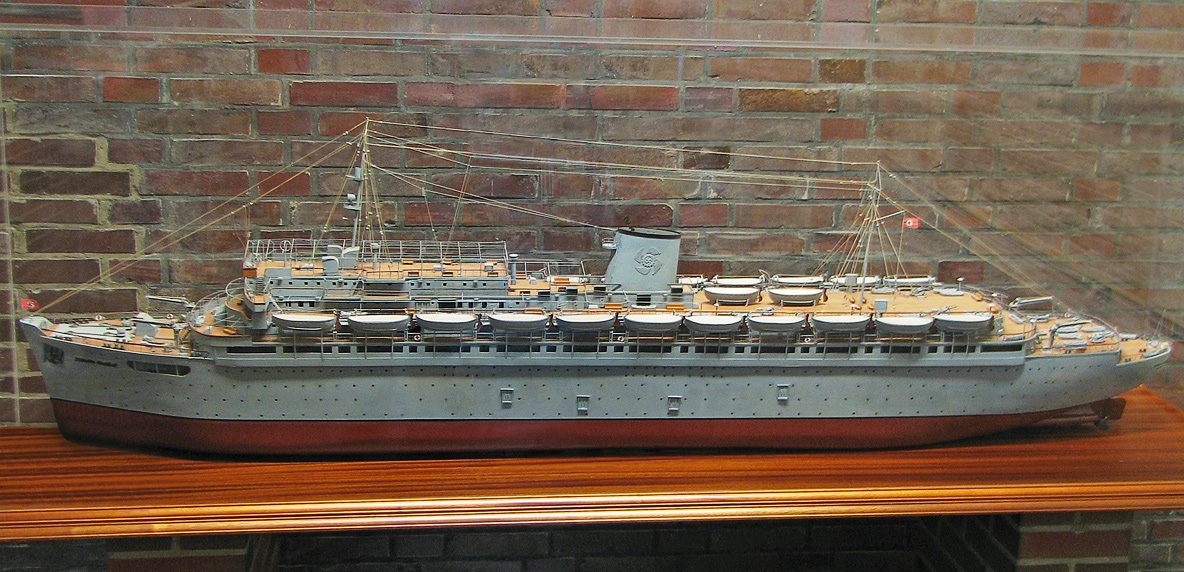
Стендовая модель судна «Вильгельм Густлофф»

Стендовая модель точно отображает лишь вид прототипа. Характерное отличие от действующих моделей в том, что в стендовом моделизме стремятся к как можно более точному и детальному копированию прототипов, вплоть до воспроизведения мельчайших деталей на технике, оттенков окраски, внутреннего оборудования, шрифта надписей, имитации характерных загрязнений и повреждений и т. п. Нередко воспроизводится не просто самолёт, танк или паровоз данного типа, а конкретный исторический экземпляр со всеми характерными для него индивидуальными особенностями, к тому же по состоянию на определённый момент времени.
Основными материалами, применяемыми в стендовом моделизме, являются пластмасса и картон, хотя применяются также и металл, и дерево. Модели могут быть выполнены в любом масштабе, однако существует общепринятый ряд — 2:1, 1:1, 1:2, 1:3, … 1:16, 1:24, 1:32, 1:35, 1:43, «0» 1:45, 1:48, «S» 1:64, 1:72, «H0» 1:87, «TT» 1:120, «N» 1:160 и другие.

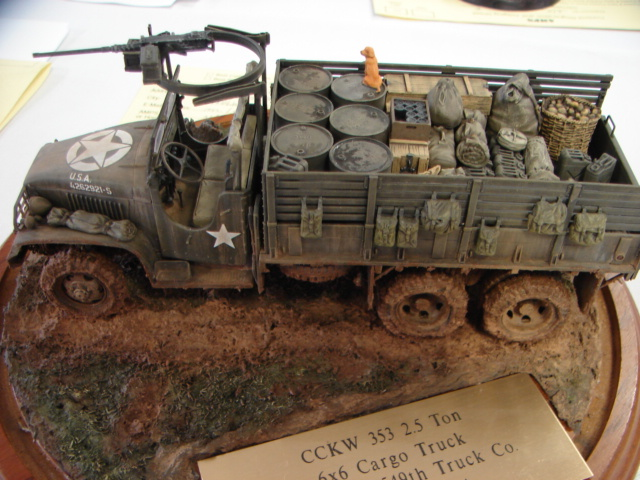
Стендовая модель с высокой степенью проработки деталей

Множество предприятий в мире выпускает как готовые стендовые модели, так и комплекты деталей для самостоятельной сборки.
Сборные модели-копии в наборах появились в Англии в 1932 году. Первой моделью была сборная летающая резиномоторная модель самолёта Supermarine S6B.

### Сборная пластиковая модель-копия

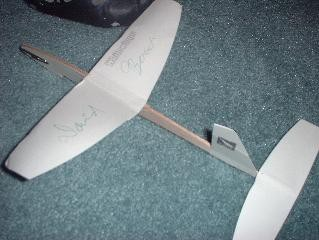
Схематическая летающая модель воспроизводит только принципиальное устройство планёра

Сборная пластиковая модель-копия — промышленно изготовленный из пластмассы набор деталей для самостоятельного изготовления (сборки, обычно склеиванием) масштабной модели. Изготовлением таких наборов, а также разнообразных аксессуаров для них — инструмента, клеёв, красок, шпаклёвок, декалей и прочего — занимается целая отрасль промышленности, представленная множеством предприятий, как крупных, так и мелких.

### Диорамы

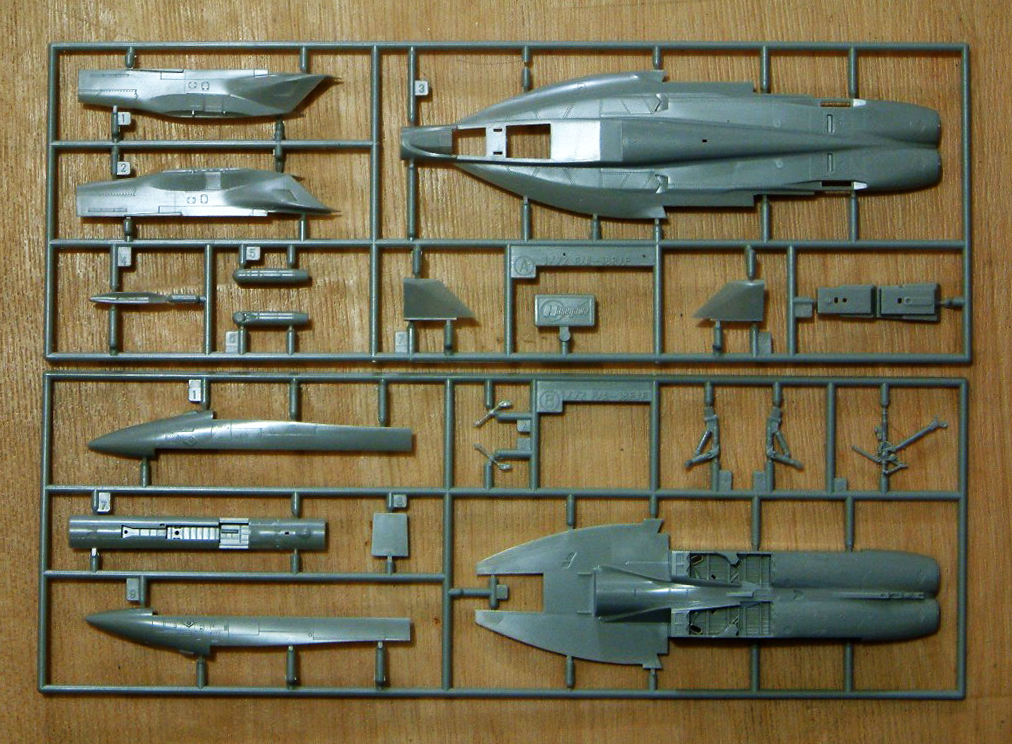
Набор пластмассовых деталей для постройки стендовой масштабной модели самолёта

Диорамой в стендовом моделизме не совсем точно называют воссозданную в миниатюре боевую или бытовую сцену (как реально происходившую, так и произвольную) с использованием моделей техники, «объёмную картину».
Наиболее распространён в диорамостроении масштаб 1:35, хотя используются и другие (1:16, 1:32, 1:72).
Основные требования к диорамам — художественный замысел, детальное копирование (в случае исторической реконструкции), качественная роспись техники и фигур, имитация характерных загрязнений, повреждений техники и т. д.
Маленькую диораму называют виньеткой, она может не нести большой идеи, а представлять собой просто модель техники на подставке, возможно в окружении людей.

## Действующие модели

Действующая масштабная модель погрузчика

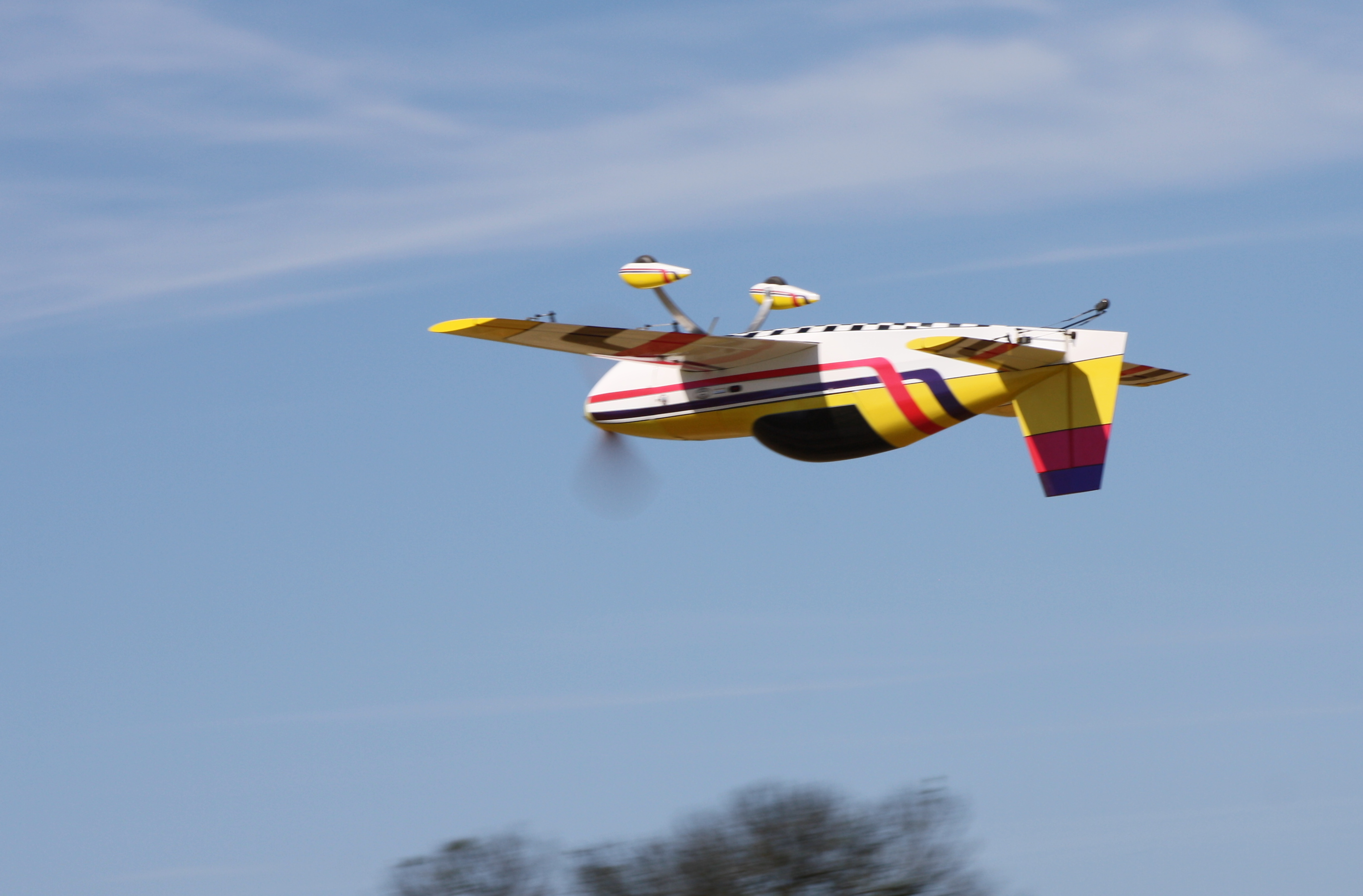
Радиоуправляемая модель самолёта воспроизводит не только его внешний вид, но и пилотажные возможности

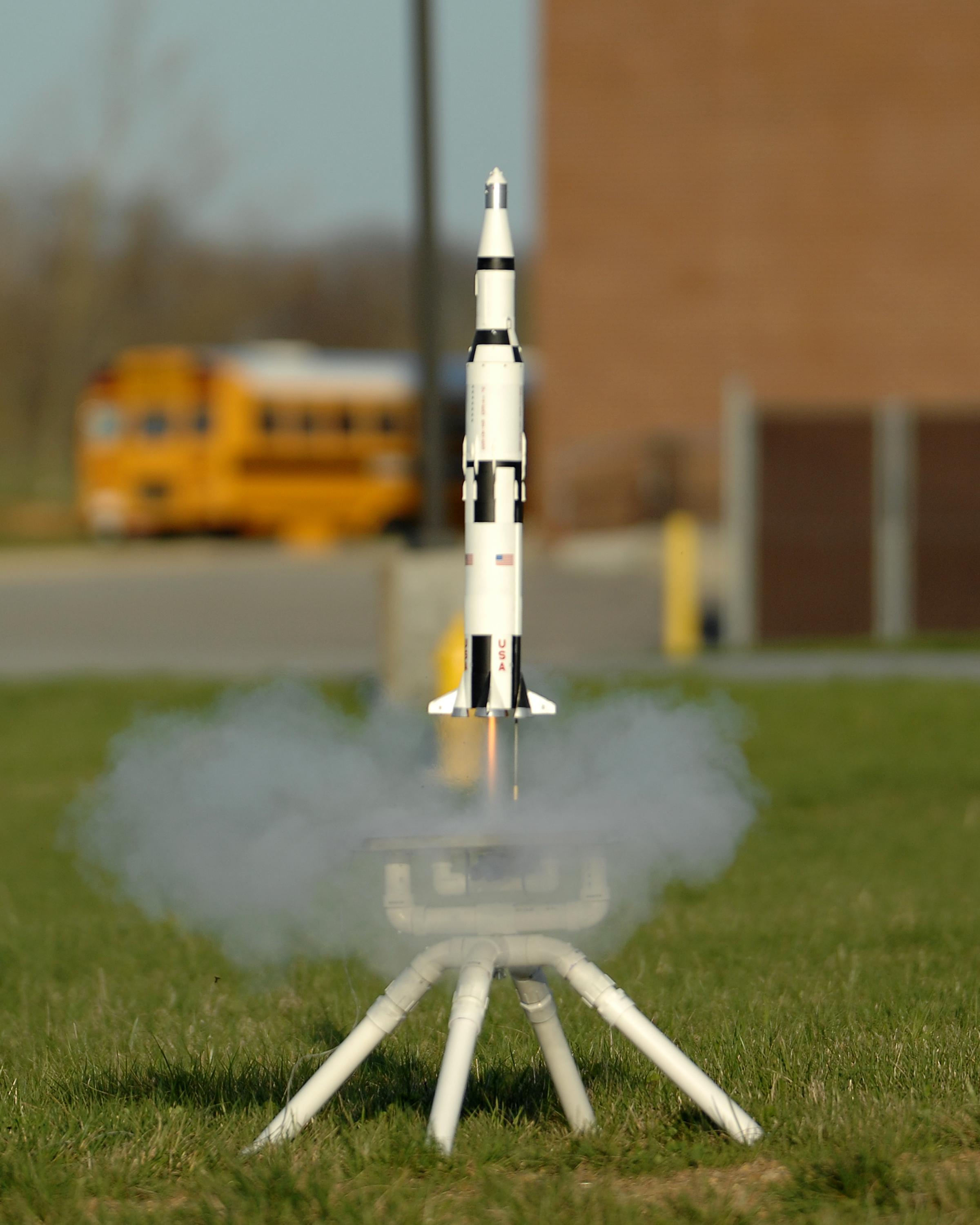
Действующие модели ракет демонстрируют, как правило, только вертикальный взлёт

В случае действующих моделей они делятся на основные виды:
- Авиамодели
- Автомодели
- Судомодели
- Железнодорожные модели
- Модели бронетехники
- Модели ракетной техники

Действующие модели могут являться уменьшенными более или менее точными копиями реальных образцов (модели-копии), а могут быть и самостоятельными конструкциями. Например, скоростные кордовые автомодели имеют очень мало общего с настоящими автомобилями, а авиамодели для соревнований по воздушному бою совершенно не похожи на реальные самолёты-истребители. Уменьшенные летающие модели-копии самолётов могут не быть точным геометрическим подобием оригинала, так как иначе законы аэродинамики не позволят им летать.
Действующие модели могут управляться:
- автономно (по заложенной программе)
- дистанционно
  - по проводам
  - по радиоканалу
  - по иному каналу передачи данных (звук, ультразвук, ИК-излучение)

### Кордовые модели
Относительно простой и дешёвый вид действующих моделей самолётов, автомобилей и судов — кордовые, то есть двигающиеся по кругу «на привязи». Этот способ сильно ограничивает возможности движения модели и зрелищность демонстрации, но позволяет на ограниченной площадке проводить довольно разнообразные соревнования (например, на скорость и на реалистичность действия, «воздушный бой» и пр.). Корда может служить одновременно и механическим приводом управления, и линией передачи электрических управляющих сигналов. Кордовые модели были очень распространены, пока аппаратура радиоуправления не стала достаточно миниатюрной и дешёвой.

### Радиоуправляемые модели
Радиоуправляемые модели — действующие модели той или иной техники с дистанционным управлением по радиоканалу. Наиболее распространены радиоуправляемые модели самолётов, вертолётов и автомобилей.

### Другие виды управления
- Таймеры применяются чаще всего в свободнолетающих авиамоделях для соревнований на высоту и дальность полёта. Таймер, механический или электронный, по прошествии заданного времени заставляет модель выполнять определённые манёвры (переход в горизонтальный полёт, разворот, снижение).[3][4]
- Индукционное управление — разновидность радиоуправления. Антенна передатчика представляет собой достаточно большую замкнутую петлю. Модель с приёмником, оснащённым магнитной антенной, может двигаться внутри этой петли. Система работает на низкой частоте (десятки килогерц), мощность передатчика очень маленькая, поэтому такое решение предлагалось как самоделка для начинающих.

## Основные масштабы
- Авиация: 1:24, 1:32, 1:33, 1:35 (в основном вертолёты), 1:48, 1:50, 1:72, 1:100, 1:144, 1:200
- Автомобили: 1:10, 1:12, 1:18, 1:24, 1:43, 1:72
- Бронетехника: 1:24, 1:25, 1:35, 1:48, 1:72, 1:100, 1:16
- Железная дорога: 1:5.5 (X или 10), 1:8 (VII или 7), 1:11 (V или 5), 1:16 (III или 3), 1:22.5 (II или 2), 1:24, 1:29, 1:32 (I или 1). 1:45 (0), 1:48, 1:64 (S), 1:76 (00), 1:87 (H0), 1:120 (TT), 1:160 (N), 1:220 (Z), 1:450 (T)
- Флот: 1:50, 1:72, 1:100, 1:125, 1:200, 1:144, 1:350, 1:700
- Военно-исторические миниатюры (фигуры): 1:16, 1:32, 1:35, 1:72